# 무토 아키라
무토 아키라（일본어: 武藤 章, 1892년 12월 15일 - 1948년 12월 23일）는 일본 제국의 군인으로, 최종 계급은 육군 중장이다. 극동 국제 군사 재판에서 필린핀 포로학대죄로 유일하게 중장으로서 교수형 판결을 받았으며, 1978년 야스쿠니 신사에 합사되었다.

## 초기 경력
무토 아키라는 구마모토현 출신으로, 1913년 일본 육군사관학교를 졸업하였다. 1920년 일본 육군대학교를 졸업하였다.

## 중국 침략의 주도자
무토는 1935년 관동군의 특무부대에 배속되었고, 이시와라 간지(石原莞爾)가 관동군을 이끌고 만주를 점령하여 괴뢰국가인 만주국을 세운 것을 흉내내서, 1936년 내몽고에서도 몽고 귀족인 뎀충동그룹(德王)을 옹립하여 일본의 괴뢰 정부인 몽고군정정부를 수립하려는 공작을 획책했으나, 푸쭤이가 이끄는 국민당군의 저항으로 실패하였다. 이때 중앙에서 사건확대를 만류하는 이시와라 간지에게 "각하께서 (만주사변 때) 하신 대로 저는 할 뿐입니다"라고 조소했다는 일화가 있다. 1937년 무토는 관동군 참모부의 제3과 과장이 되어 관동군의 작전, 병참, 조직 등을 책임졌다.
루거우차오 사건을 기화로 중일 전쟁이 발발하자, 무토는 지론인 중국침략의 기회가 생겨 뛸 듯이 기뻐하였다고 한다. 일본 육군내에서는 중국전선을 두고 확대파와 불확대파로 파벌이 갈렸다. 이시와라 간지가 대표적인 인물인 불확대파는 소련을 상대로 한 전쟁을 염두에 두고 중국과의 분쟁을 확대하지 않기를 바랐으나, 무토는 확대파로서 중국의 남방으로 확전하기를 주장하였다. 결국 무토의 주장이 내각에 받아들여져, 고노에 후미마로(近衛文麿) 내각은 중국과의 협상을 중지하고 중국과의 전면전을 개시했다.
무토는 침략의 입안뿐만 아니라 직접 중국전선에 참모로 참전하여 1937년 8월 상하이 사변에 참가하였고, 이때 각종 작전을 입안하는 공을 세워 중지나방면군 부참모장에 임명되었다. 1937년 12월 일본군은 난징을 점령하였고, 이어 난징대학살이 벌어졌고, 무토 아키라는 부참모장으로서 난징 작전을 지휘했고, 중지나방면군 총사령관인 마쓰이 이와네(松井石根)에 뒤이어 난징에 입성하였으므로, 난징대학살의 책임자 중 하나로 꼽힌다.
1938년 7월 무토는 북지나방면군의 부참모장으로 전근되었고 소장으로 진급하였다. 이때도 다수 공훈을 세워 승진, 일본으로 돌아가 1939년에 중앙요직인 육군성 군무국장에 임명되었다.

## 태평양 전쟁
1942년에는 수마트라와 메단에서 근위 제2사단장, 1944년에 필리핀의 일본 제국 제14방면군의 참모장으로 취임하였다. 무토 아키라는 항복할 당시에 필리핀에 있었지만, 극동 국제 군사 재판으로 인해 일본으로 압송되었다.

## 재판과 처형
그는 제2차 세계 대전 이후에 극동 국제 군사 재판에서 포로 학대 죄로 인해 사형 판결을 받았고, 1948년 12월 23일, 스가모 형무소에서 교수형에 처해졌다.
무토 아키라가 극동 국제 군사 재판에서 사형 판결을 받은 이유에 대해선 육군성 군무장관으로서 미국을 상대로 한 전쟁의 책임이 거론되었기 때문인가, 제14방면군 참모장으로서 필리핀에서 미국과 싸운 책임이 거론되었기 때문인가로 의견이 나뉘었지만, 다나카 류키치가 "그 남자가 군 중추로, 권력을 잡아 대미 개전을 강행하였다" 라고 증언한 것에 의해 사형 판결을 받았다고 전해지고 있다.
이에 도조 히데키(東條英機)는 판결 후, 무토 아키라가 처형될 거라 생각하지 않았다는 의외의 느낌을 나타냈다고 한다. 무토 아키라와 다나카 류키치는 서로에게 혐오감을 가지고 있었고, 무토 아키라는 다나카 류키치가 자신의 군부 내에서의 움직임을 법정에 폭로한 것에 대해 사사카와 료이치에게 "내가 만일 교수형이 된다면, 다나카의 몸에 씌어서 미쳐 죽게해주마"라는 말을 했다고 한다.